# Macrocentrum steyermarkii
Macrocentrum steyermarkii är en tvåhjärtbladig växtart som beskrevs av John Julius Wurdack. Macrocentrum steyermarkii ingår i släktet Macrocentrum och familjen Melastomataceae. Inga underarter finns listade i Catalogue of Life.